# Гиббонс, Эдвард Стэнли
Э́двард Стэ́нли Ги́ббонс (англ. Edward Stanley Gibbons; 21 июня 1840 — 17 февраля 1913) — английский филателистический дилер и основатель компании Stanley Gibbons Ltd., издающей знаменитый каталог почтовых марок «Стэнли Гиббонс» и другие филателистические книги и журналы.

## Начальный период жизни
Эдвард Стэнли Гиббонс родился в принадлежащей его отцу Уильяму Гиббонсу аптеке в доме 15 на Тревиль-Стрит в Плимуте 21 июня 1840 года, в том же году, когда Великобритания выпустила чёрный пенни, который стал первой в мире почтовой маркой. Эдвард заинтересовался почтовыми марками в университетской школе Халлоран (Halloran’s Collegiate School). Гиббонсу, который был членом просветительской организации «Плимутский институт» (ныне «Плимут Атенеум»), принадлежала книга с почтовыми марками, предназначенными для обмена. Среди этих почтовых марок были марка Западной Австралии чёрного цвета номиналом 1 пенни и марка Нового Южного Уэльса «Вид Сиднея» номиналом 1 пенни.
Эдвард бросил школу в возрасте 15 лет и немного поработал в Морском Банке (Naval Bank) в Плимуте перед тем, как занялся бизнесом своего отца после смерти старшего брата. Уильям Гиббонс поощрял хобби сына и разрешил ему открыть филателистический отдел в аптеке.
В период с 1861 года по 1871 год Гиббонс развивал собственную торговлю почтовыми марками, хотя нет никаких подтверждений тому, что он рекламировал цены на марки до 1864 года. В 1867 году отец Эдварда умер, и бизнес перешёл к Эдварду. Однако к этому времени он уже активно занимался торговлей почтовыми марками, и фармацевтический бизнес его отца был продан.

## «Стэнли Гиббонс и Ко.»
29 января 1872 года Эдвард (также известный как Стэнли) женился на Матильде Вун (Matilda Woon). Через два года Гиббонс решил переехать в Лондон, чтобы развивать свой филателистический бизнес и обосновался по адресу: 25 The Chase, Clapham Common (Южный Лондон). Он нанимал женщин, чтобы они разрывали марочные листы в вечернее время по этому адресу. Соседей заинтриговало количество женщин, входящих в это помещение, и они сообщили об этом в местную полицию, которая провела расследование и пришла к выводу, что ничего противозаконного там не происходит.
Гиббонс переехал на Гауэр-Стрит в Лондоне в 1876 году. Первая жена Гиббонса, Матильда, умерла 11 августа 1877 года в Девоне от изнурительной болезни, алиментарной дистрофии. В почтовом справочнике главным нанимателем здания на Гауэр-Стрит указано издательство «Стэнли Гиббонс и Ко.» или филателистический дилер «Стэнли Гиббонс и Ко.». В 1887 году Гиббонс женился на своей помощнице и домработнице, Маргарет Кейси, а в 1890 году продал свой бизнес Чарльзу Филлипсу из Бирмингема за 25 тысяч фунтов стерлингов и вышел на пенсию. (вначале он был предложен Теодору Булю (Theodor Buhl) за 20 тысяч ф. ст.) В 1891 году Филлипс открыл магазин по адресу: Стрэнд, 435, сохранив офис на Гауэр-Стрит, 8.
В 1892 году, через два года после ухода из бизнеса, Стэнли купил особняк «Вилла Кембридж» в Кембридж-Парке, в Восточном Туикенеме. Это был внушительный особняк в фешенебельном районе пригорода Лондона, на берегу Темзы, рядом с Марбл-Хилл-Хаусом (построен Георгом II для одной из своих любовниц). Семья Гиббонсов жила там до 1911 года. Дом был снесён в 1960 году.

## Заграничные поездки
После выхода на пенсию Гиббонс совершил многочисленные поездки за границу, в основном для удовольствия, но также и в деловых целях, покупая почтовые марки для своей прежней компании. Был обнаружен декоративный памятный альбом, принадлежавший либо ему самому, либо какому-то близкому человеку; в нем сохранились фотографии и памятные вещи. Этот альбом связан главным образом с его поездками. Альбом был разделён пополам, половина его хранится в архиве Генеалогического общества, а другая половина находится в частных руках.
В 1894 году Гиббонс стал свидетелем аварии Восточного экспресса в Тырнове в Болгарии. Карандашный рисунок этой катастрофы присутствует в его памятном альбоме. Также в альбоме была обнаружена газетная вырезка, озаглавленная «Гонолулу, январь» («Honolulu, January»), касающаяся некоего решения о сожжении запасов устаревших гавайских почтовых марок. Гиббонс присутствовал при их сожжении и описал свои впечатления как «печальные». В это время он как раз совершал своё второе кругосветное путешествие и был на пути в Японию.
Маргарет умерла 23 ноября 1899 года от цирроза печени, и через несколько лет после ее смерти Гиббонс побывал в Калькутте и Рангуне. Альбом содержит дубликат паспорта, выданного в Рангуне в декабре 1901 года некоей миссис Гиббонс, его третьей жене, Джорджине. В 1903 году Гиббонс побывал на Цейлоне. В архиве Генеалогического общества хранится газетная статья под названием «Воспоминания коллекционера почтовых марок — господин Стэнли Гиббонс (именно так) в Коломбо» (Reminiscences of a Stamp Collector — Mr Stanley Gibbons (sic) in Colombo). Вырезка не датирована, но, предположительно, относится к 1903 году, поскольку в ней упоминается недавний выпуск почтовых марок с портретом короля Эдуарда VII.
Когда его спросили примерно в это время, коллекционирует ли он ещё почтовые марки, Гиббонс ответил, что у него есть специализированные коллекции марок шести стран, но он редко покупает марки, потому что они слишком дорогие. Похоже, что он ещё посещал Цейлон в дальнейшем, судя по наличию в альбоме сувениров с празднования Дня империи в Коломбо и с торжественного ужина по случаю празднования дня рождения Эдуарда VII в Коломбо (ноябрь 1906 года).

## Смерть

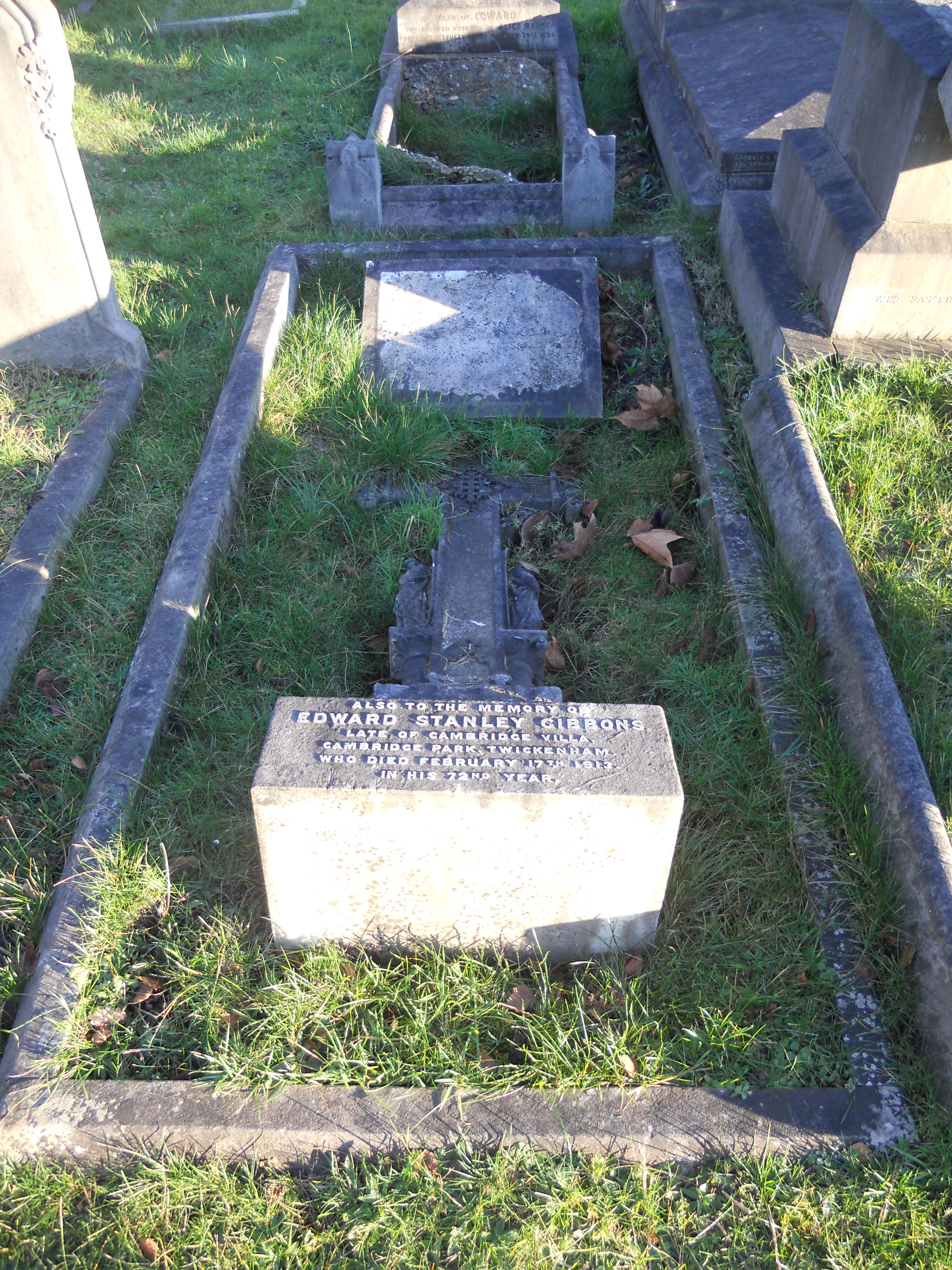
Могила Гиббонса на кладбище в Туикенеме, 2014 г.

К 1905 году Джорджина Гиббонс умерла, и Стэнли снова женился в октябре 1905 года. Его четвертой женой стала Берта Барт (Bertha Barth). В 1908 году Гиббонс вернулся на Цейлон и в архивах сохранилась газетная вырезка под названием «Смерть гостьи Цейлона: жены известного коллекционера» («Death of Lady Visitor to Ceylon: Wife of famous collector»). Эта статья о Берте, которая скончалась в местной больнице от рака печени в возрасте 35 лет.
Гиббонс вернулся в Англию вскоре после смерти своей четвёртой жены. 16 января 1909 года он женился на Софье Крофтс (Sophia Crofts). Однако, возможно, что он и Софья разошлись до его смерти, наступившей в 1913 году, поскольку он не упоминает о ней в своём завещании. В оформленном в июле 1912 года завещании по адресу места его жительства: ‘Selsey’, 63 Stanhope Road, в Стретеме, его имущество оставлено «дорогому другу», Мейбл Хеджкоу (Mabel Hedgecoe).
Смерть Гиббонса зарегистрирована 17 февраля 1913 года в квартире его племянника в «Портман Мэншнз», недалеко от Бейкер-стрит, хотя ходили слухи, что он умер в объятиях любовницы в гостинице «Савой», а затем был перевезён домой к племяннику. В свидетельстве о смерти Гиббонса его род занятий указан как «вышедший на пенсию филателист», а причина смерти указана как «кома, кровоизлияние в мозг, на фоне обширного порока сердца с атеромой эндокарда и кровеносных сосудов, отягощённые увеличенной простатой». Он похоронен на кладбище в Туикенеме.
Ряд жён Гиббонса, все из которых (кроме одной) умерли относительно молодыми, его быстрые повторные браки и его прежняя работа в аптеке вызвали подозрения в его причастности к их смертям, но этому нет никаких доказательств.